# メーリングリスト
メーリングリスト（英: mailing list）とは、複数の人に同時に電子メールを配信（同報）する仕組み。MLと略される。用途としては、特定の話題に関心を持つグループなどで情報交換をする場合に利用されることが多い。
メーリングリストの原理は、登録メンバーの電子メールアドレスのリストと、メーリングリスト宛ての代表電子メールアドレスを用意しておき、代表アドレスへ送信されたメールを、リストに登録されたメンバー全員のアドレスへ転送するものである。
元は郵便を利用したものがあったが、今日では専ら電子メールを用いたものを指す場合が多い。

## 技術的な話
メーリングリスト用のサーバソフトウェアには、fml、LISTSERV、majordomo、Mailmanなどがある。
ネット上の他のサービスとの相互乗り入れも多く、かつてはネットニュースのニュースグループとの相互乗り入れも多く行われた。しかし1990年代よりネットニュース上のEMP/ECP(excessive multipost/excessive crosspost)の増加や、帯域の増強に伴いニュースグループを介さずに個々のメンバーがメールを受け取ることに支障がなくなってきたことより、ニュースグループとの相互乗り入れによるメーリングリスト側のメリットが薄れ、相互乗り入れは減少する傾向にある。代わってワールドワイドウェブ（WWW）の普及に伴い、WWWと相互乗り入れ、ないしウェブページ上にアーカイブを公開するメーリングリストが増加している。
メーリングリストサーバを運営するにはメールサーバについてのある程度の技術的知識が必要だが、近年はWWW上で、無料で使用できるメーリングリストサーバも提供されている。代表的な無料サービスには、freeml（1997年開始 2019年12月2日終了）やYahoo!グループ（2004年2月9日開始 2014年5月28日終了）・allserver(2005年開始)・GroupML(2019年開始)などがある。

## 欠点
- ネットニュースや多くのインターネット掲示板では事前の登録は不要であるが、メーリングリストの場合、リストに登録するための事前手続きが必要になる（コマンドを記したメールを特定のアドレスに送信するか、管理者に参加申込みをする）。このためハードルが高いと感じられることも多い。
- インターネット掲示板等の場合、自分がそのサイトを見にいかなければそれで済んでしまうが、メーリングリストのメールは一般のメールとともに日々送信されてくる。このため、投稿数の多いメーリングリストや複数のメーリングリストに加入すると、毎日膨大なメールが届くことで、メールサーバに割り当てられた容量のパンクや、（パンクしないまでも）内容が読みきれなくなってしまうことがある。（要するにメールの管理振り分けに手間がかかる）
- メールを多数に同報するシステム構造に起因する、各種セキュリティ上の問題点がある。（後述）
- スパムメールが横行しており埋もれやすい。

このようなことや、ADSLやFTTHといった、いわゆるブロードバンドインターネット接続の普及から、グループなどでの情報交換手段としては新規のメーリングリスト開設は下火になり、代わりに（登録制の）電子掲示板（BBS）だったり、SNSに移行していった。

## 運用方針
メーリングリストの運用方針は管理者の志向、話題の性質や構成メンバーなどによって大きく異なる。ある組織の構成員に限る場合や、専門家対象の場合で有資格者に限る場合、紹介が必要なもの、誰でも自由に入れるものなど様々である。ロムを認めず一定期間投稿がないとリストから削除される場合もある。また、画像を添付するとサーバに負担がかかるため、禁止しているところも多い。アーカイブ（過去ログ）をWEBで公開していることもあるし、会員外への転送を禁止している場合もある。こうした運用方針については、管理者が定めることで、通常は入会時のお知らせなどに記載されている。

## マイクロソフト製電子メールクライアントとの相性
Outlook Expressなどのマイクロソフト製電子メールクライアント（メールソフト）では、初期設定でhtml形式で送信したり、添付ファイルが自動的に開くようになっているなど、メーリングリストでの利用に問題が発生することが多い。そのため、メーリングリストを利用する際は適切な設定を行うよう促されたり、運用上問題があるとして利用禁止にしているケースもある。

## セキュリティ上の問題点
メーリングリストは古くから存在する仕組みであるが、セキュリティ上の問題点も存在する。参加を検討する際には、セキュリティ問題に関する運営者の知識レベル等を見極め、参加することのリスクを考慮する必要がある。
ウイルスメール
メーリングリスト参加者のコンピュータがウイルスに感染していた場合、メーリングリスト参加者全員にウイルス入りメールが届いてしまう場合がある。これを防ぐため、サーバ側でウイルスチェックを行うことが望ましい。システム上可能であれば、一定以上の容量のメールは拒否する、という手段も考えられる。自衛手段として、参加者各人のアンチウイルスソフトの導入、またはメーリングリストや参加者のメールアカウントに対するプロバイダによるウイルスチェックサービスの適用などが推奨される。
迷惑メール
メーリングリストのメールアドレスに広告などの迷惑メールが送られると、メーリングリスト参加者全員に迷惑メールが届いてしまう。これを防ぐため、通常はメーリングリスト参加者のメールアドレス以外からの投稿は受け付けないようになっているが、送信元のメールアドレスは簡単に詐称できるため、迷惑メールが紛れ込むことがある。
成りすまし
前述の通り、送信元メールアドレスは簡単に詐称できるため、他人が自分に成りすまして投稿を行うことが簡単にできてしまう。
個人情報の漏洩
投稿したメールが配信される際、送信元のメールアドレスとして自分のメールアドレスがメーリングリスト内に公開される（投稿内容がWebページ上で公開されている場合は不特定多数の相手に公開される）。実名の公開を義務付けていたり、（ロム状態の参加者を含めて）登録者のメールアドレスをWebページ上で公開しているメーリングリストも一部に存在するため、広告メール送信業者等の格好の標的となっている。
発言内容の撤回不可
一度送信したメールは撤回できない。また、発言内容を蓄積しアーカイブをWebで公開しているメーリングリストなどでも削除依頼が受け付けられないことが多い。これは成りすましによる投稿についても同様であるため、トラブルとなる場合がありうる。